# Clepsis chlorodoxa
Clepsis chlorodoxa es una especie de polilla del género Clepsis, categorizada en la tribu Archipini, de la subfamilia Tortricinae.

## Distribución
Se distribuye por India.

## Taxonomía
Fue descrita por Meyrick en 1920 y publicada en (Tortrix), Exotic Microlepid. 2: 341.